# Ahmad Ajab
Ahmad Ajab (en árabe: أحمد سعد عجب العازمي‎; Kuwait, Kuwait, 13 de mayo de 1984) es un exfutbolista kuwaití que jugaba en la posición de delantero.

## Carrera

### Club
| Periodo   | Club                      | Apariciones | Goles |
| --------- | ------------------------- | ----------- | ----- |
| 2003-2007 | Al-Sahel SC               | 54          | 34    |
| 2007–2015 | Qadsia SC                 | 140         | 56    |
| 2009      | → Al-Shabab FC (cedido)   | 6           | 1     |
| 2012–2013 | → Al-Salmiya SC (cedido)  | 7           | 1     |
| 2014-2015 | → Al-Nasr Kuwait (cedido) | 6           | 1     |

### Selección nacional
Jugó para Kuwait en 36 ocasiones de 2005 a 2013 y anotó 17 goles; participó en la Copa Asiática 2011.

## Logros

### Club
- Liga Premier de Kuwait (5): 2008–09, 2009–10, 2010–11, 2011–12, 2013–14
- Copa del Emir de Kuwait (2): 2009–10, 2011–12
- Copa de la Corona de Kuwait (3): 2009, 2012–13, 2013–14
- Supercopa de Kuwait (3): 2009, 2011, 2014
- Copa Federación de Kuwait (3): 2007–08, 2008–09, 2010–11

### Individual
- Goleador de la Liga Premier de Kuwait en 2008.

## Estadísticas

### Goles con selección nacional
| #   | Fecha      | Sede                                              | Rival                  | Marcador | Resultado | Torneo                                               |
| --- | ---------- | ------------------------------------------------- | ---------------------- | -------- | --------- | ---------------------------------------------------- |
| 1.  | 2-1-2008   | Thamir Stadium, Salmiya                           | Líbano                 | 1–2      | 3–2       | Amistoso                                             |
| 2.  | 2-1-2008   | Thamir Stadium, Salmiya                           | Líbano                 | 2–2      | 3–2       | Amistoso                                             |
| 3.  | 2-1-2008   | Thamir Stadium, Salmiya                           | Líbano                 | 3–2      | 3–2       | Amistoso                                             |
| 4.  | 30-1-2008  | Sultan Qaboos Sports Complex, Mascate             | Omán                   | 1–1      | 1–1       | Amistoso                                             |
| 5.  | 26-3-2008  | Al Kuwait Sports Club Stadium, Kuwait City        | Irán                   | 1–2      | 2–2       | Clasificación para la Copa Mundial de Fútbol de 2010 |
| 6.  | 23-5-2008  | Jassim Bin Hamad Stadium, Doha                    | Catar                  | 1–0      | 1–1       | Amistoso                                             |
| 7.  | 27-5-2008  | Prince Mohamed bin Fahd Stadium, Dammam           | Arabia Saudita         | 1–1      | 1–2       | Amistoso                                             |
| 8.  | 8-6-2008   | Thamir Stadium, Al Salmiya                        | Siria                  | 1–0      | 4–2       | Clasificación para la Copa Mundial de Fútbol de 2010 |
| 9.  | 8-6-2008   | Thamir Stadium, Al Salmiya                        | Siria                  | 2–1      | 4–2       | Clasificación para la Copa Mundial de Fútbol de 2010 |
| 10. | 8-6-2008   | Thamir Stadium, Al Salmiya                        | Siria                  | 4–2      | 4–2       | Clasificación para la Copa Mundial de Fútbol de 2010 |
| 11. | 14-6-2008  | Thamir Stadium, Al Salmiya                        | Emiratos Árabes Unidos | 1–2      | 2–3       | Clasificación para la Copa Mundial de Fútbol de 2010 |
| 12. | 14-6-2008  | Thamir Stadium, Al Salmiya                        | Emiratos Árabes Unidos | 2–2      | 2–3       | Clasificación para la Copa Mundial de Fútbol de 2010 |
| 13. | 18-11-2009 | Gelora Bung Karno Stadium, Yakarta                | Indonesia              | 1–1      | 1–1       | Clasificación para la Copa Asiática 2011             |
| 14. | 19-2-2010  | Al Nahyan Stadium, Abu Dhabi                      | Siria                  | 1–1      | 1–1       | Amistoso                                             |
| 15. | 8-10-2010  | Jaber Al-Ahmad International Stadium, Kuwait City | Baréin                 | 1–3      | 1–3       | Amistoso                                             |
| 16. | 12-10-2010 | Jaber Al-Ahmad International Stadium, Kuwait City | Vietnam                | 1–1      | 3–1       | Amistoso                                             |
| 17. | 8-11-2013  | Jaber Al-Ahmad International Stadium, Kuwait City | Malasia                | 3–0      | 3–0       | Amistoso                                             |